# Fernando Bonatti
Fernando Giuseppe Martino Bonatti (ur. 26 sierpnia 1894 w Genui, zm. 14 października 1974 tamże) – włoski gimnastyk, medalista olimpijski.
W 1920 r. reprezentował barwy Zjednoczonego Królestwa Włoch na letnich igrzyskach olimpijskich w Antwerpii, zdobywając złoty medal w wieloboju drużynowym. 